# Сонгун
Сонгун (кор. 선군?, 先軍?) — политика «Армия на первом месте», проводимая властями КНДР, которая ставит приоритетом Корейскую народную армию во всех государственных делах и в распределении национальных ресурсов. «Армия на первом месте» — главный принцип политико-экономического руководства всей КНДР, который полностью господствует:
- в политической системе страны: «Армия на первом месте в политике»;
- в экономике: «Армия на первом месте в экономическом строительстве»;
- в идеологии: «Армия на первом месте в идеологии», которая служит как руководствующая идеология.

Сонгун возвышает Корейскую народную армию в КНДР как организацию с государственными функциями, которая имеет главные позиции в обществе страны. Это правительственная структура, которая определяет вооружённые силы КНДР как «Великое хранилище мощи». Северокорейское правительство ставит Корейскую народную армию на высокие позиции в экономике и ресурсораспределении, а также делая её предметом для подражания всему обществу. Сонгун стал политической концепцией после возвышения его в 1994 году, которая подчёркивала, что народные войска выше любых других аспектов государства и общества.

## История
Сонгунская эпоха началась ещё в 1960 году, когда молодой Ким Чен Ир вместе со своим отцом Ким Ир Сеном посетил 105-ю гвардейскую бронетанковую дивизию в Пхеньяне.[уточнить]
Сонгун не являлся официальной политикой правительства КНДР до тех пор, пока в 1994 году не умер Ким Ир Сен. В 1995 году политика «Армия на первом месте» была введена как «революционная идея о великой значимости армии» и как «политика, подчёркивающая предпочтение единства и преданности партии, армии и народа, и роль армии как авангарда». Это был небольшой отход от руководящей политики Чучхе (опора на собственные силы).
В 1997 году ежедневная газета Нодон синмун, являющаяся официальной газетой Трудовой партии Кореи, опубликовала следующее: „Никогда не подымались так высоко статус и роль Корейской Народной Армии, как сейчас, когда ею энергично руководит Уважаемый и Любимый товарищ Верховный Главнокомандующий.“ По этому мнению, КНА также стала «синонимом народа, государства и партии». Вместе, всё это определяло не только центральную роль Ким Чен Ира в идеологии сонгун, но также в государстве и обществе.
В 1998 году начали появляться и другие термины, связанные с этой идеологией: «Армия на первом месте в революционной идее», «Армия на первом месте в революционном руководстве» и «Армия на первом месте в политике», тем самым расширив концепцию сонгун в более широкие аспекты северокорейского управления.
Сонгун стал более заметной концепцией в январе 1999 года, когда о нём, как о важном явлении в северокорейском обществе, напечатали все крупные новостные агентства КНДР. Передовые статьи связывали сонгун с Ким Чен Иром, объявив, что он умело руководит политикой «Армия на первом месте», где Народная Армия является главной силой революции, а единство армии и народа поможет строить и оберегать социализм.
В январе 2003 года Нью-йоркская газета добавила сонгун к разряду милитаристских концепций. В декабре 2003 года „Essential Attributes of Military-First Politics“ опубликовала, что сонгун — это новое видение ведущей силы революции в квазикоммунистической КНДР и назвала его главной силой революции в Корейской Народной Армии. Это традиционно для коммунистического общества — опираться на пролетариат или, как в КНР, на крестьянство. Для КНДР только армия удовлетворяет критериям верности, революционного духа, слаженности, чести мундира. В январе 2004 года можно было наблюдать резкое увеличение пропаганды сонгун в КНДР.
Сонгун продолжил становиться всё более влиятельным, и даже включил в свою идеологию программу объединения с Южной Кореей. Пресса КНДР заявила, что политика сонгун — это гарантия, которая защитит объединение Отечества». КНДР также заявляет, что сонгун — это гарантия мира на полуострове, а также единственный способ предотвращения атаки со стороны США. Сонгун стал свойственен всей внутренней и внешней политики КНДР, а также принятию каких-либо решений, занимая при этом определённое место рядом с идеологией Чучхе, как ведущего принципа государственного устройства страны.

## Причины появления
Существует две причины, приведшие к политике сонгун после смерти Ким Ир Сена, ставшей главной идеологией наравне с идеями Чучхе.
Первой причиной, заставившей правительство наращивать военную мощь страны, явилось нестабильное положение КНДР на международной арене в то время. Этот аргумент также указывает на серию кризисов, случившихся в КНДР в начале 1990-х годов, начавшиеся с распадом СССР в 1991 году, который долгое время был её союзником и последовавшие после смерти Ким Ир Сена в 1994 году, параллельно с которыми до 1999 года происходили природные бедствия и голод. Всё это также могло послужить мотивом для применения сонгун как способа для консолидации сил.
Вторая причина связана с внутренним положением дел в КНДР, что также поспособствовало продвижению политики сонгун. Когда умер Ким Ир Сен, бразды правления перешли к его сыну — Ким Чен Иру. На момент смерти отца Ким Чен Ир занимал большинство ключевых военных постов в правительстве КНДР, а именно: был вторым лицом, после Ким Ир Сена, в командовании КНА. Ему не оставалось выбора, как использовать Корейскую Народную Армию для консолидации собственных сил. Кроме того, для того, чтобы сохранить контроль над правительством КНДР, Ким Чен Ир нуждался в поддержке армии. Этот аргумент указывает на то, что Ким Чен Ир сделал продуманный выбор: отодвинул на второй план все прочие аспекты правительства, чтобы утвердить первенство Корейской Народной Армии. Сюда также можно включить роспуск Центрального Народного Комитета, провозглашение Ким Ир Сена Вечным президентом (иными словами: должность президента КНДР была де-факто упразднена), Административный Совет КНДР стал иметь второстепенную роль в руководстве страны.

## Значение

### Политическое значение
Значение политики «Сонгун» связано не только с совместной работой с идеями чучхе, но также замена их как главной государственной идеологии для консолидации сил Ким Чен Ира.
Господство КНА в КНДР беспокоит Южную Корею, так как КНА здесь выступает как один из способов воссоединения Кореи, в то время как сама Южная Корея придерживается политики «Солнечного тепла» (햇볕정책), предложенной в 2008 году президентом Ли Мён Баком. КНДР уверена, что сонгун — это лучший способ для воссоединения Кореи, но правительство Южной Кореи категорически против этой политики и даже объявляет вне закона сайты на своей территории, которые пропагандируют идеи сонгун.

### Экономическое значение
Политика «Сонгун» появилась в период, когда руководство КНДР осуществляло попытки решения ряда экономических проблем, которые стали причиной голода, начавшегося в начале 1990-х годов. Чтобы преодолеть экономический кризис, ожидалось, что армия будет в центре всех государственных дел. Ким Чен Ир поставил цель сделать КНДР «Могучей процветающей державой» (강성대국, 强盛大國) с помощью политики «Сонгун». Сергей Курбанов — глава института корееведения Санкт-Петербургского государственного университета, сказал в своём интервью, данным южнокорейской новостной интернет-газете Daily NK, что нувориши в КНДР придерживаются и будут придерживаться политики «Сонгун», чтобы сохранить свои богатства.